# Francis Graham Crookshank
Francis Graham Crookshank (Londra, 1873 – Londra, 27 ottobre 1933) è stato un epidemiologo, psicologo e scrittore britannico, membro del Royal College of Physicians di Londra.

## Biografia
Formatosi presso l'University College di Londra, si laureò in medicina nel 1896 ed esercitò la professione in diversi ospedali della città. Durante la prima guerra mondiale prestò servizio in Francia come direttore medico dell'ospedale militare inglese di Caen. Dopo il ritorno a Londra lavorò al Prince of Wales's General Hospital e al French Hospital, si interessò degli aspetti filosofici e psicologici della medicina e sostenne il punto di vista di Adler, contribuendo alla nascita della "Medical Society of Individual Psychology". Nel 1926, alla conferenza medica "Bradshaw Lecture", presentò il saggio The Theory of Diagnosis.

## Opere
- The importance of a theory of signs and a critique of language in the study of medicine, in C.K. Ogden e I.A. Richards, The meaning of meaning. A study of the influence of language upon thought and of the science of symbolism, Kegan Paul, Trench, Trubner & Co., Londra 1923, pp. 511-537.
- The mongol in our midst. A study of man and his three faces, Kegan Paul, Trench, Trubner & Co., Londra 1923.
- Diagnosis: and spiritual healing, Kegan Paul, Trench, Trubner & Co., Londra 1927.
- Individual psychology: a retrospect (and a valuation), in A. Adler, Problems of neurosis. A book of case-histories, Kegan Paul, Trench, Trubner & Co., Londra 1929, pp. vii-xxxvii.
- Epidemiological essays, Kegan Paul, Trench, Trubner & Co., Londra 1930.

## Linguaggio e medicina
Autore brillante e di vasti interessi, Crookshank viene ricordato per il primo studio critico in tema di linguaggio e medicina, pubblicato come saggio supplementare al volume The Meaning of Meaning di Ogden e Richards (1923), ristampato in decine di edizioni nel corso del secolo.
A partire dal modello del triangolo semiotico, e riconsiderando l'antica disputa sugli universali, l'Autore identifica due problemi irrisolti nella formazione dei medici: la personificazione e la moltiplicazione dei costrutti diagnostici. 
Questo lavoro critico su linguaggio e medicina venne apprezzato da Abraham Maslow, poiché portava alla luce la tendenza nevrotica a "classificare tutte le esperienze" in categorie rigide. Luca Serianni, rilevando la proliferazione della terminologia medica dovuta al "compiacimento di formulare una diagnosi", aveva citato Crookshank nelle pagine introduttive del suo saggio sulla storia del linguaggio medico.

## Antropologia
In The Mongol in Our Midst, Crookshank sostenne la poligenesi dell'Homo sapiens, con i bianchi che derivavano dallo scimpanzé, i neri dal gorilla e gli asiatici dall'orango.